# 大田垣蓮月

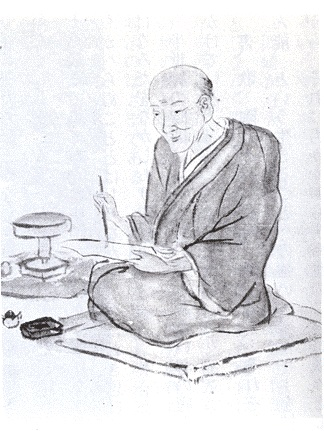
大田垣 蓮月

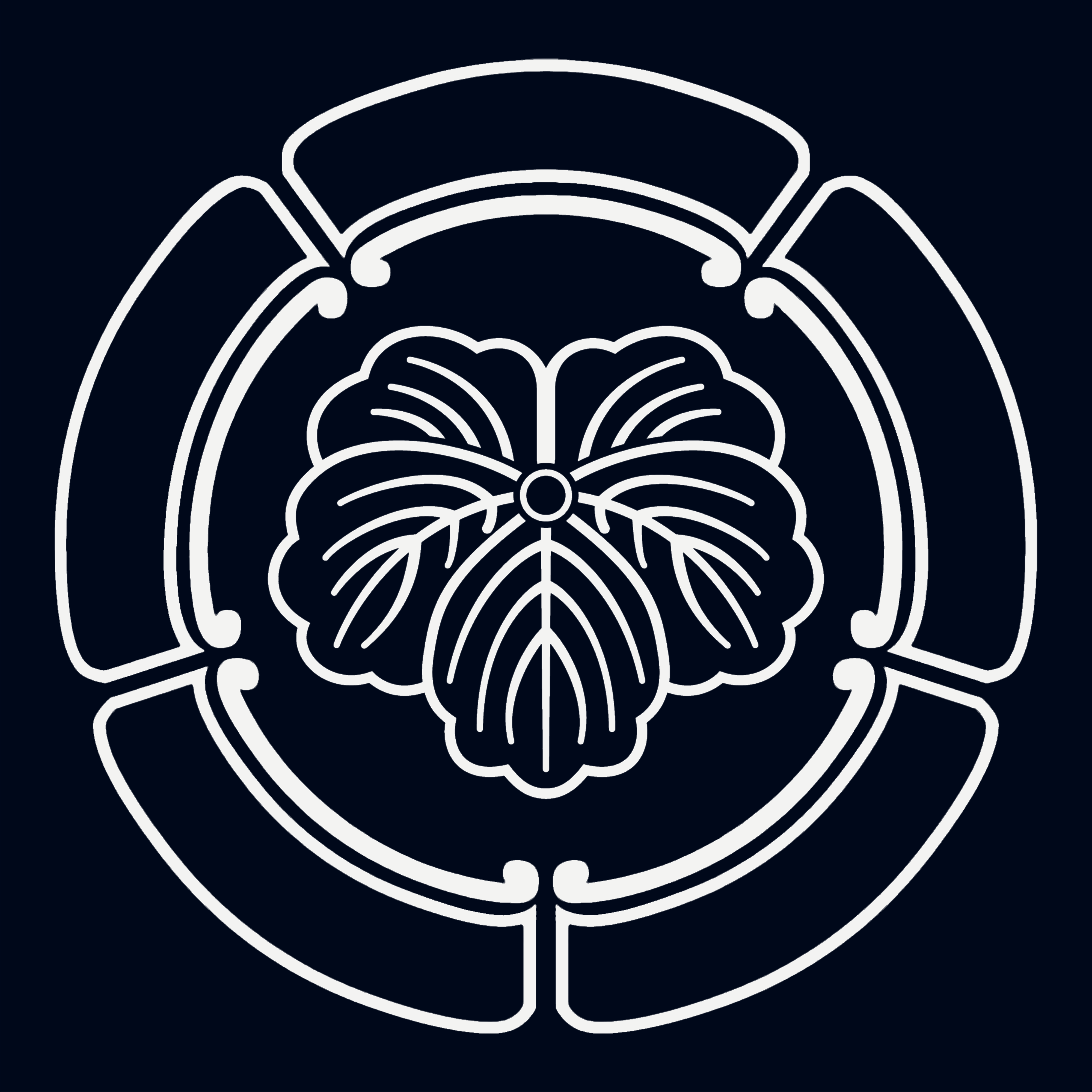
大田垣 蓮月が用いた個紋。

大田垣 蓮月（おおたがき れんげつ、寛政3年1月8日（1791年2月10日） - 1875年（明治8年）12月10日）は、江戸時代後期から明治時代前期の尼僧・歌人・陶芸家。俗名は誠（のぶ）。「菩薩尼」・「陰徳尼」とも称した。

## 来歴・人物
山城国（現・京都府）の生まれ。実父は伊賀国上野の城代家老藤堂良聖。
生後10日にして京都知恩院門跡に勤仕する大田垣光古（もとは山崎常右衛門）の養女となった。養父の光古は因幡国出身で、誠を引き取った当時は知恩院勤仕といえども不安定な立場にあったが、同年8月には知恩院の譜代に任じられ、門跡の坊官として世襲が許される身分となった。太田垣氏は室町時代に因幡・但馬で栄えた山名氏の重臣の子孫である。
生母は誠を出産して後に、丹波亀山藩の藩士の妻となった。この生母の結婚が縁で、寛政10年（1798年）頃より丹波亀山城にて御殿奉公を勤め、10年ほど亀山で暮らした。

## 結婚
養父の光古には5人の実子がいたが、そのうち4人は誠が養女になる前に亡くなり、唯一成人まで成長した末子の仙之助も誠が亀山に奉公していた時期に病没した。そのため光古は但馬国城崎の庄屋銀右衛門の四男天造を養子に迎え、望古と名乗らせた。
誠は、亀山での奉公を終えた文化4年（1807年）ごろに望古と結婚した。誠と望古の間には長男鉄太郎、長女、次女が生まれたが、いずれも幼くして亡くなった。さらに文化12年（1815年）には夫の望古も亡くなり、誠は25歳にして寡婦となった。
望古の死から4年後の文政2年（1819年）、誠は新たに大田垣家の養子となった古肥と再婚する。古肥は旧名を重次郎といい、彦根藩の石川光定の次男であった。誠と古肥の間には一女が生まれたが、文政6年（1823年）には古肥と死別した。
古肥の死後、誠は仏門に入ることを決め、養父光古と共に剃髪した。剃髪後は、誠は蓮月、光古は西心と号した。

## 出家後

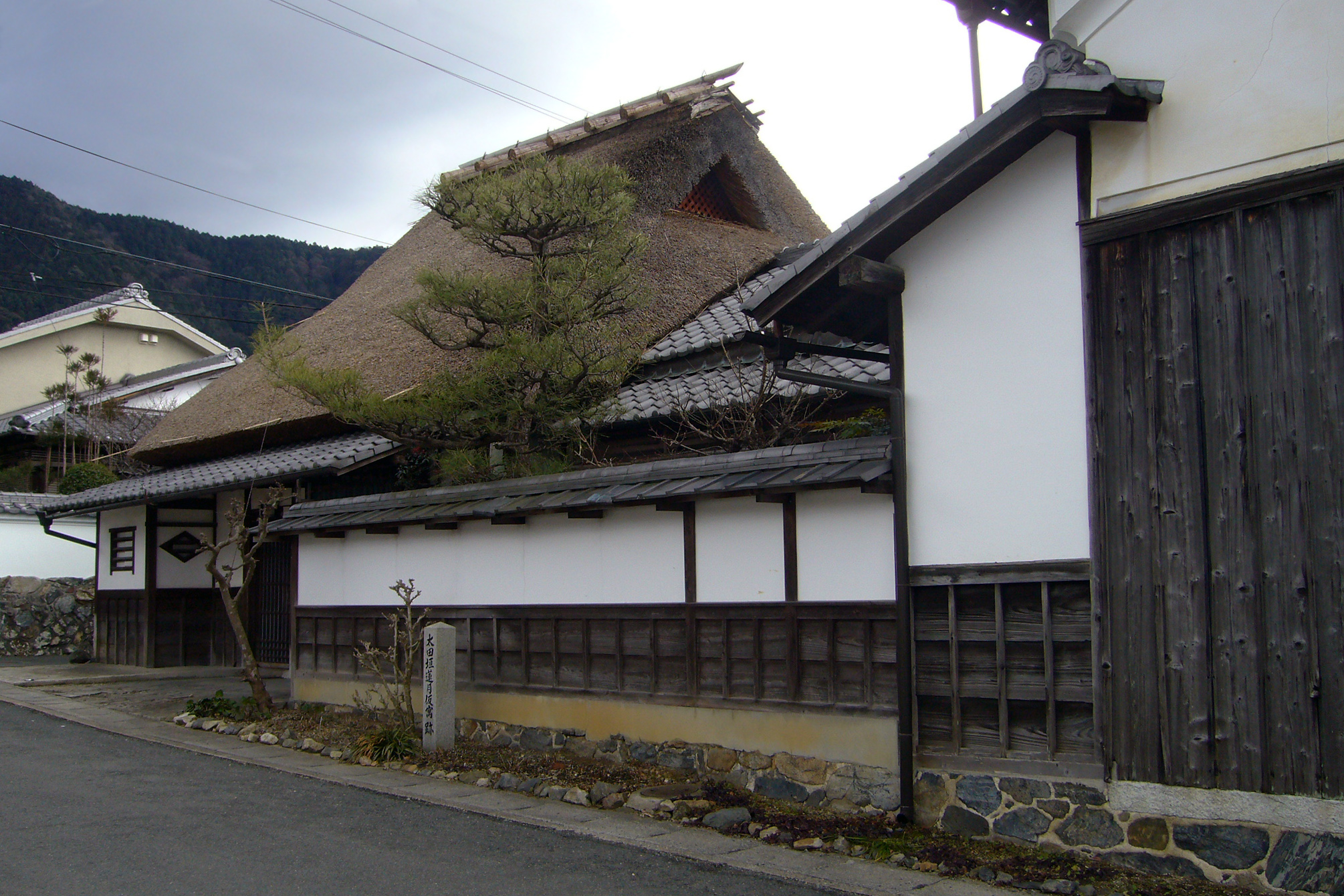
京都・醍醐寺門前の仮寓跡

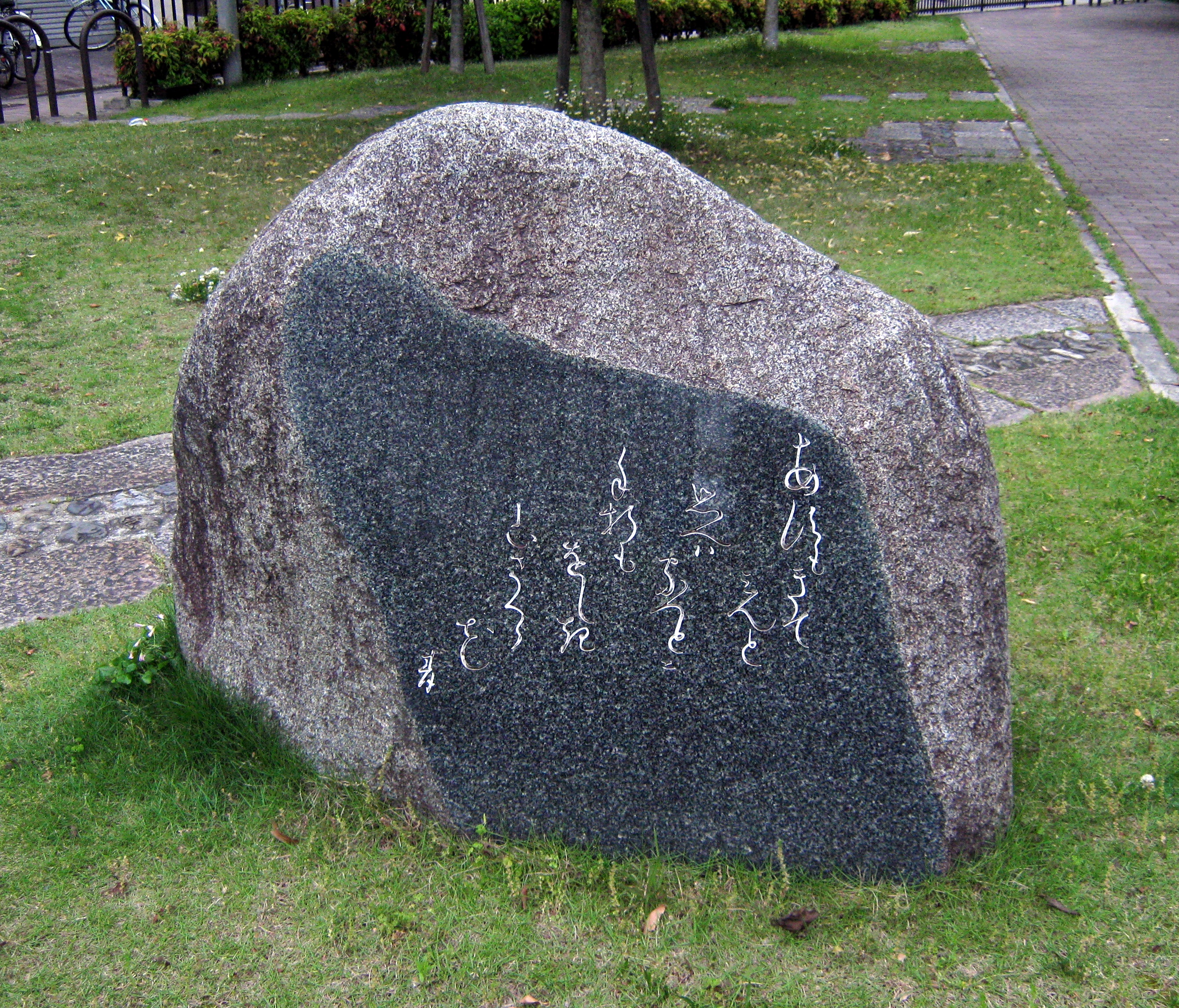
京都市下京区にある大田垣蓮月の歌碑

蓮月が出家した年に、大田垣家は再び彦根藩より古敦という養子を迎え、知恩院の譜代を継承させた。その頃、西心は知恩院内の真葛庵の守役を命じられ、蓮月親子と共に庵に移った。しかしこの生活は長くは続かず、2年後には古肥との間の女児が亡くなり、その"年後には養父西心までが亡くなった。
養父の死を機に、蓮月は生まれ育った知恩院を去って、岡崎村（現在の京都市左京区）に移った。その後の蓮月は住居を転々とし、「屋越し蓮月」と呼ばれるほどの引越し好きとして知られた。

## 和歌
六人部是香・上田秋成・香川景樹に学び、小沢蘆庵にも私淑した。歌友に村上忠順・橘曙覧・野村望東尼・高畠式部・上田ちか子・桜木太夫などがいる。歌集に「蓮月高畠式部二女和歌集」・「海人の刈藻」。
『富岡鉄斎 大田垣蓮月』（近代浪漫派文庫2：新学社、2007年（平成19年））に、和歌と消息（書簡集）が収められている。

## 蓮月焼
岡崎に移った後、蓮月は陶芸により生計をたてた。自作の焼き物に自詠の和歌を釘彫りで施した作品は「蓮月焼」と呼ばれ、京土産として人気を博すほど評判であった。後に贋作が出回るほどであったという。

## 晩年
出家後の蓮月は、若き日の富岡鉄斎を侍童として暮らし、鉄斎の人格形成に大きな影響を与えた。京都でたびたび起こった飢饉のときには、私財をなげうって寄付し、また自費で鴨川に丸太町橋も架けるなど、慈善活動に勤しんだ。
住居としていた西賀茂村神光院の茶所で、1875年（明治8年）12月10日、85歳で逝去したが、別れを惜しんだ西賀茂村の住人が総出で弔いをしたという。墓所は北区西賀茂の小谷墓地。

## 交流
蓮月は多くの文人や著名人との交流が有った。
大阪の名医：春日寛平との交流もあり、載陽遺稿にも記載がある。載陽は蓮月尼の居る西加茂にも折々に来訪していたとのこと。